# کونسولیدیت فلیت استر
کونسولیدیت فلیت استر (به انگلیسی: Consolidated_Fleetster) یک هواگرد ملخ‌پیشین تک‌موتوره از نوع ترابری سبک ساخت شرکت Consolidated Aircraft Corporation است. هواگرد کونسولیدیت فلیت استر نخستین پروازش را در ۲۷ اکتبر ۱۹۲۹ میلادی انجام داد. در مجموع، تعداد ۲۶ فروند از این هواگرد ساخته شده‌است.